# Catonetria
Catonetria là một chi nhện trong họ Linyphiidae.